# Radula kanemarui
Radula kanemarui là một loài rêu trong họ Radulaceae. Loài này được S. Hatt. mô tả khoa học đầu tiên năm 1950.